# تانهایم
تانهایم (به آلمانی: Tannheim) یک شهر در آلمان است که در Biberach واقع شده‌است.